# 東京都道163号羽村瑞穂線
東京都道163号 羽村瑞穂線（とうきょうとどう163ごう はむらみずほせん）は、東京都羽村市から、西多摩郡瑞穂町に至る一般都道である。
- 陸上距離：3.722km
- 起点：東京都羽村市羽東（東京都道29号立川青梅線交点）
- 終点：東京都西多摩郡瑞穂町箱根ケ崎東松原（箱根ヶ崎駅西口交差点＝東京都道5号新宿青梅線交点）

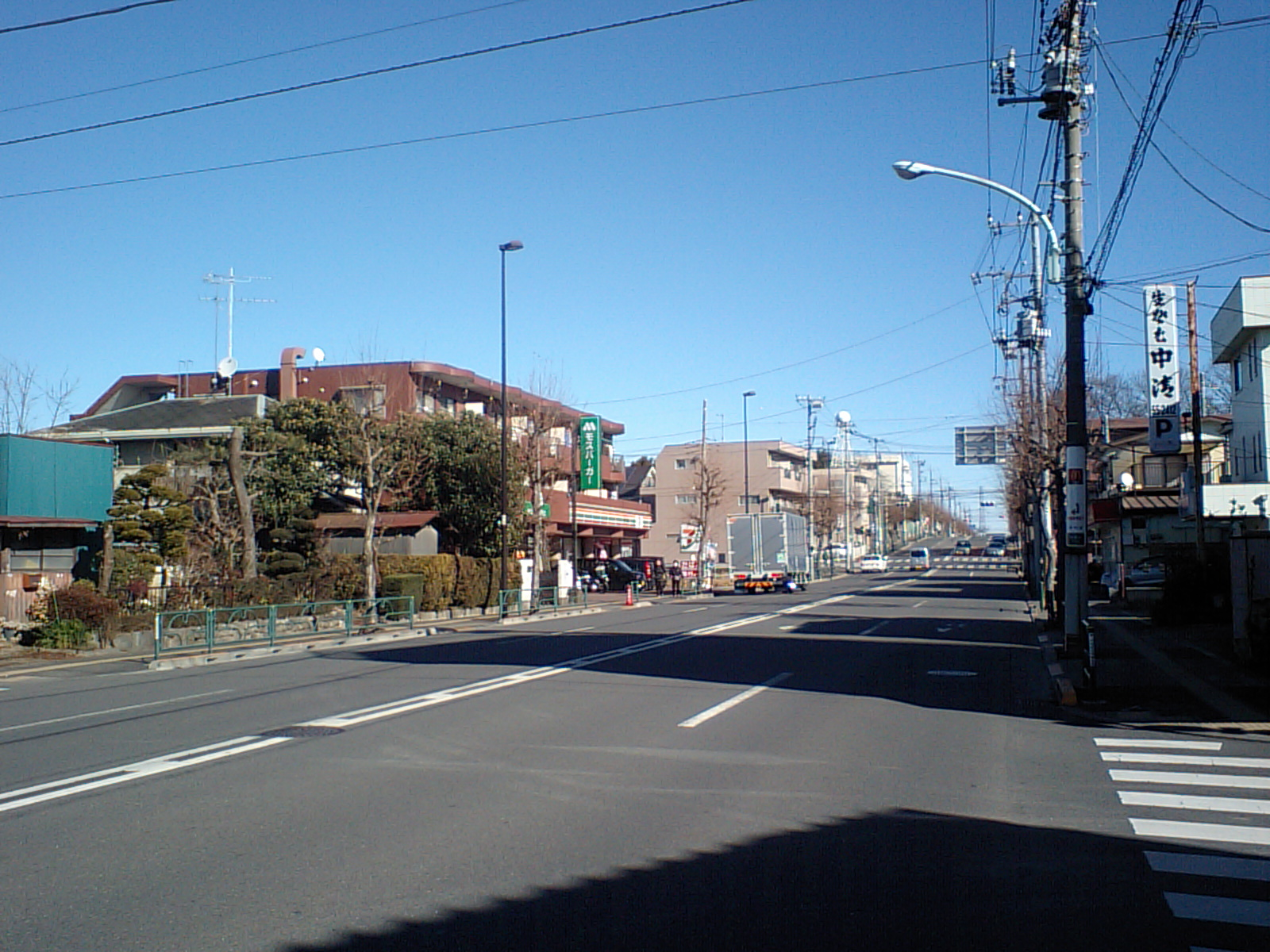
羽村市神明台付近

## 通過する自治体
- 東京都
  - 羽村市
  - 西多摩郡瑞穂町

## 交差・接続している道路
- 東京都道29号立川青梅線（奥多摩街道、東京都羽村市）
- 東京都道29号立川青梅線（新奥多摩街道、東京都羽村市）羽村駅入口交差点
- 東京都道167号羽村停車場線（東京都羽村市）羽村駅前交差点
- 東京都道249号福生青梅線（東京都羽村市）羽村街道交差点
- 国道16号（東京都西多摩郡瑞穂町）新羽村街道交差点
- 東京都道5号新宿青梅線（新青梅街道、東京都西多摩郡瑞穂町）箱根ヶ崎駅西口交差点

## 沿道施設
- 瑞穂町立瑞穂第四小学校
- 東京都立羽村高校
- 西多摩自動車学校

## 沿道状況
羽村駅を過ぎるまでは幅員の狭い区間が続くが、JR青梅線の踏切を越えると市町境まで4車線（片側2車線）の区間となる。羽村市内中央部で西多摩産業道路（河辺・福生方面）に接続。その先、瑞穂町内に入ると幅員こそは広いものの2車線（片側1車線）となる。町内最初の交差点で国道16号（川越・横浜方面）と接続、終点では新青梅街道（青梅・新宿方面）と接続する故に終点の交差点まで日中は慢性的な渋滞が発生している。終点を直進すると町道となりJR八高線の箱根ヶ崎駅西口へ通じる。また町道内最初の交差点では東京都道44号瑞穂富岡線（岩蔵街道、飯能方面）と青梅街道（武蔵村山方面）と接続する。

## 都市計画道路指定
- 福生3.4.12号線
- 福生3.4.13号線